# Les Alluets-le-Roi
 Les Alluets-le-Roi  es una población y comuna francesa, situada en la región de Isla de Francia, departamento de Yvelines, en el distrito de Saint-Germain-en-Laye y cantón de Poissy-Sud.

## Demografía
| 393 | 483 | 632 | 826 | 1062 | 1270 |
| Para los censos de 1962 a 1999 la población legal corresponde a la población sin duplicidades (Fuente: INSEE [Consultar]) |     |     |     |      |      |